# Chivamyia
Chivamyia är ett släkte av tvåvingar. Chivamyia ingår i familjen köttflugor.
Kladogram enligt Catalogue of Life:
| Chivamyia | \| \| Chivamyia intermedia \| \| \| \| \| \| Chivamyia parva \| \| \| \| \| \| Chivamyia variabilis \| \| \| \| |
|           | \| \| Chivamyia intermedia \| \| \| \| \| \| Chivamyia parva \| \| \| \| \| \| Chivamyia variabilis \| \| \| \| |
|           | Chivamyia intermedia                                                                                            |
|           | |
|           | Chivamyia parva                                                                                                 |
|           | |
|           | Chivamyia variabilis                                                                                            |
|           | |